# Les Fétiches
Les Fétiches és una pintura de Lois Mailou Jones. Es troba en la col·lecció del Smithsonian American Art Museum a Washington D.C. als Estats Units. És una de les moltes obres amb màscares africanes i és una de les seves pintures més conegudes.

## Descripció
La pintura consta de cinc màscares africanes diferents pintades en estil modernista. Un fetitxe religiós vermell també està en primer pla. Les màscares i fetitxe semblen surar en la massa d'un llenç pintat negre.

## Història
Les Fétiches va ser completat per Jones el 1938 a París. Quan Jones anava a l'escola secundària, va conèixer Grace Ripley, una dissenyadora acadèmica i de vestuari. Jones treballava amb Ripley després de l'escola i els dissabtes, Jones es familiaritzaria amb vestits exòtics i màscares. Jones acredita el seu treball amb les màscares de Ripley com la inspiració per Les Fétiches i un interès continu en les màscares.
Quan Jones va morir el 1998, era en una petita selecció d'obres que es mostraven en una exposició commemorativa a la Corcoran Gallery of Art. Va ser adquirit per l'Smithsonian amb el finançament de la Sra. Norvin H. Green, Dr. R. Harlan i Francis Musgrave. Va ser incorporat a la col·lecció del museu l'any 1990.
La pintura es considera una obra seminal de Jones. Holland Cotter la defineix com "un emblema de la pròpia identitat negra nord-americana".